# Rock Bottom (Robert Wyatt)
Rock Bottom is het tweede soloalbum van de Britse progressieve rock-musicus Robert Wyatt. Het was het eerste album dat Wyatt maakte na het ongeluk waardoor hij voor de rest van zijn leven in een rolstoel belandde.
Rock Bottom is in die zin bijzonder, dat het album de eerste duidelijke poging is om de werelden van de jazz en de rock met elkaar samen te laten smelten tot iets nieuws. Onophoudelijk klinken Wyatts keyboardklanken, ruimte zoekend om alle ideeën er in te kunnen verwerken, om alle effecten en woorden tot uitdrukking te laten komen. In het eerste "Little Red Riding Hood Hit The Road" moet Wyatts stem het opnemen tegen Feza's agressieve trompetwerk. Resultaat is een uniek soort vrije-stijl jazz-song.

## Tracklist
1. Sea Song – 6:31 (Robert Wyatt)
2. A Last Straw – 5:46 (Robert Wyatt)
3. Little Red Riding Hood Hit The Road – 7:40 (Robert Wyatt)
4. Alifib – 6:55 (Robert Wyatt)
5. Alife – 6:31 (Robert Wyatt)
6. Little Red Robin Hood Hit The Road – 6:08 (Robert Wyatt)

## Bezetting
- Robert Wyatt, zang, keyboard, percussie
- Richard Sinclair, basgitaar
- Hugh Hopper, basgitaar
- Laurie Allan, drum

Met bijdragen van:
- Gary Windo (basklarinet, tenorsaxofoon in Alife)
- Mike Oldfield (gitaar in Little Red Robin Hood Hit The Road - 6)
- Fred Frith (altviool in Little Red Robin Hood Hit The Road – 6)
- Mongezi Feza (trompet in Little Red Robin Hood Hit The Road - 3)
- Ivor Cutler (zang in Little Red Robin Hood Hit The Road – 3+6; bariton-concertina in Little Red Robin Hood Hit The Road – 6)
- Alfreda Benge (zang in Alife)